# Tschechoslowakische U20-Eishockeynationalmannschaft
Die tschechoslowakische U20-Eishockeynationalmannschaft vertrat den Eishockeyverband der Tschechoslowakei im Eishockey in der U20-Junioren-Leistungsstufe bei internationalen Wettbewerben. Bei den U20-Weltmeisterschaften gewann die Auswahl insgesamt fünfmal die die Silber- und siebenmal die Bronzemedaille. 1993 wurde die Tschechoslowakische U20-Auswahl durch die Tschechische U20-Eishockeynationalmannschaft und Slowakische U20-Eishockeynationalmannschaft abgelöst, wobei das tschechische Team als Rechtsnachfolger des tschechoslowakischen gilt und den Startplatz in der A-Gruppe der Weltmeisterschaft übernahm.

## Geschichte
Die Tschechoslowakische U20-Eishockeynationalmannschaft bestritt ihr erstes Spiel 1973 in Leningrad mit einem 6:4-Erfolg über Schweden und spielte in der Folge ausschließlich in der höchsten Leistungsstufe bei Weltmeisterschaften. Dabei gewann sie insgesamt fünf Silbermedaillen und sieben Bronzemedaillen, acht Mal beendete sie ein Turnier nicht auf dem Siegerpodium. Während der Weltmeisterschaft 1993 löste sich die Tschechoslowakei auf und die Staaten Tschechien und Slowakei entstanden. Daher spielte die U20-Nationalmannschaft das Turnier als Mannschaft der Tschechischen und der Slowakischen Republik zu Ende. Bei der Siegerehrung wurde statt der tschechoslowakischen die Flagge der IIHF für die gemischte Mannschaft verwendet.

## WM-Platzierungen
- 1974 – 6. Platz
- 1975 – 4. Platz
- 1976 – Bronzemedaille
- 1977 – Bronzemedaille
- 1978 – 4. Platz
- 1979 – Silbermedaille
- 1980 – 4. Platz
- 1981 – 4. Platz
- 1982 – Silbermedaille
- 1983 – Silbermedaille

- 1984 – Bronzemedaille
- 1985 – Silbermedaille
- 1986 – 4. Platz
- 1987 – Silbermedaille
- 1988 – 4. Platz
- 1989 – Bronzemedaille
- 1990 – Bronzemedaille
- 1991 – Bronzemedaille
- 1992 – 5. Platz
- 1993 – Bronzemedaille

### Medaillenkader
| Bronzemedaille 1976 | Petr Brokeš, Marián Brúsil, Heinz, Zdeněk Hňup, Karel Holý, Jiří Jána, Januš, Miloš Jelínek, Jindřich Kokrment, Norbert Král, Luboš Kšica, Josef Lukáč, Tomáš Netík, Marián Repaský, Peter Šťastný, Jaroslav Stix, Pavol Švárny, Vašta, Zdeněk Venera, František Větrovec Trainerstab: Ladislav Horský, Vlastimil Bubník |

| Bronzemedaille 1977 | René Andrejs, Vladimír Caldr, František Černý, Jiří Červený, Jan Hrabák, Jiří Hrdina, Jaroslav Hübl, Peter Ihnačák, Jordan Karagavrilidis, Jaroslav Klacl, Jindřich Kokrment, Jaroslav Korbela, Jiří Lála, Jozef Lukáč, Lubomír Oslizlo, Pavel Skalický, Jiří Otoupalík, Ladislav Svozil, Vladimír Urban, Alexandr Vostrý Trainerstab: Ladislav Horský, Pavel Wohl |

| Silbermedaille 1979 | Juraj Bakoš, František Černý, Ivan Cerný, Miroslav Fryčer, Jaroslav Horský, Jan Hrabák, Ján Jaško, Vladimír Jeřábek, Arnold Kadlec, Jiří Lála, Igor Liba, Pavol Norovský, Dušan Pašek, Antonín Plánovský, Dárius Rusnák, Pavel Setikovský, Peter Slanina, Anton Šťastný, Vlastimil Vajčner, Ondřej Weissman Trainerstab: Ladislav Horský, Pavel Wohl |

| Silbermedaille 1982 | Václav Baďouček, Mojmír Božík, Ivan Dornič, Jiří Dudáček, Milan Eberle, Václav Fürbacher, Peter Harazin, Jaroslav Hauer, Tomáš Jelínek, Petr Kasík, Ludvik Kopecký, František Musil, Kamil Přecechtěl, Pavel Prorok, Petr Rosol, Vladimír Růžička, Karel Soudek, Antonín Stavjaňa, Vladimír Svitek, Rostislav Vlach Trainerstab: František Pospíšil, Václav Červený |

| Silbermedaille 1983 | Miroslav Bláha, Roman Božek, Milan Černý, Libor Dolana, Václav Fürbacher, Dominik Hašek, Ernest Hornák, Miloš Hrubeš, Jiří Jiroutek, Jiři Jonak, Vladimír Kameš, Petr Klíma, Ludvik Kopecký, Lumír Kotala, Jaromír Látal, František Musil, Kamil Prachař, Petr Rosol, Vladimír Růžička, Antonín Stavjaňa Trainerstab: František Pospíšil, Václav Červený |

| Bronzemedaille 1984 | Petr Bříza, Libor Dolana, Petr Holubář, Ernest Hornák, Miloš Hrubeš, Jiří Jiroutek, Vladimír Kameš, Kamil Kašťák, Petr Klíma, Lumír Kotala, František Musil, Jiří Paška, Stanislav Pavelec, Ivo Pešat, Jozef Pethö, Michal Pivoňka, Petr Rosol, Martin Střída, Petr Svoboda, Igor Talpaš Trainerstab: František Pospíšil, Václav Červený |

| Silbermedaille 1985 | Aleš Flašar, Leo Gudas, Eduard Hartmann, Dominik Hašek, Stanislav Hořanský, Marián Horváth, Drahomír Kadlec, Tomáš Kapusta, Kamil Kašťák, Robert Kron, Jiří Kučera, Vojtěch Kučera, Jiří Látal, Ladislav Lubina, Tomáš Mareš, Stanislav Medŕík, Michal Pivoňka, Petr Prajzler, Jaroslav Ševčík, Michal Tomek Trainerstab: František Pospíšil, Július Černický |

| Silbermedaille 1987 | Roman Andrýs, Aleš Badal, Radomír Brázda, Martin Hosták, Juraj Jurík, Tomáš Kapusta, Robert Kron, František Kučera, Jiří Látal, Roman Lipovský, Ladislav Lubina, Ivan Matulík, Roman Němčický, Petr Pavlas, Luboš Pázler, Rudolf Pejchar, Karol Rusznyák, Oldřich Svoboda, Robert Svoboda, Lubomír Václavíček Trainerstab: Jiří Justra, Július Černický |

| Bronzemedaille 1989 | Martin Bakula, Josef Beránek, Vladimír Búřil, Zdeno Cíger, Jiří Cihlář, Radek Gardoň, Robert Holík, Petr Hrbek, Jaroslav Kameš, Roman Kontšek, Martin Maškarinec, Robert Reichel, Luboš Rob, Milan Tichý, Roman Turek, Ján Varholík, Roman Veber, Jiří Vykoukal, Pavol Zůbek, Peter Zůbek Trainer: Josef Vimmer, Stanislav Berger |

| Bronzemedaille 1990 | Petr Bareš, Miloš Holaň, Robert Holík, Robert Horyna, Jaromír Jágr, Ladislav Karabín, Petr Kuchyňa, Miroslav Mach, Jiří Malinský, Martin Procházka, Robert Reichel, Luboš Rob, Jiří Šlégr, Richard Šmehlík, Roman Turek, Marián Uharček, Ján Varholík, Jiří Vykoukal, Pavol Zůbek, Peter Zůbek Trainerstab: Josef Vimmer, Stanislav Berger |

| Bronzemedaille 1991 | Jaroslav Brabec, Roman Čechmánek, Ivan Droppa, Martin Hamrlík, Milan Hnilička, Miloš Holaň, Branislav Jánoš, Jiří Kuntoš, Jaromír Kverka, Patrik Luža, Martin Madový, Jiří Malinský, Roman Meluzín, Tomáš Mikolášek, Jaroslav Modrý, Žigmund Pálffy, Martin Procházka, Martin Ručínský, Jiří Šlégr, Martin Straka, Jozef Stümpel, Marián Uharček Trainerstab: Josef Vimmer, Július Šupler |

| Bronzemedaille 1993 | Radim Bičánek, Václav Burda, Michal Černý, Pavol Demitra, František Kaberle, Roman Kaděra, Richard Kapuš, Tomáš Klimt, Kamil Koláček, Pavel Kowalczyk, Patrik Krišák, Pavel Maláč, Igor Murín, Stanislav Neckář, Tomáš Němčický, Pavel Rajnoha, Miroslav Škovira, Ondřej Steiner, Petr Ton, Zdeněk Toužimský, Jan Vopat, David Výborný Trainerstab: Ján Šterbák, Vladimír Vůjtek senior |